# 원광호
원광호(元光鎬, 1947년 3월 13일~)는 대한민국의 정치인이다. 제14대 국회의원을 지냈다.

## 학력
- 귀래초등학교
- 횡성중학교
- 대성고등학교
- 경희대학교 법학과
- 경희대학교 행정대학원
- 중앙대학교 신문방송대학원
- 서울대학교 행정대학원

### 명예 박사 학위
- 세종대학교 명예 문학박사

## 경력
- 한국바른말연구원장
- 과기처한글표준전문위원
- 국제학술대회한국대표
- 원광장학회장
- 한국문화단체 모두 모임 고문
- 한국세계화 운동 본부장
- 2023년 3월 ~ 대한민국헌정회 감사
- 대한민국헌정회 홍보편찬위원회 편집위원

## 가족 관계
- 배우자 : 김계선 ( ~ 2020년 1월 7일)
  - 슬하 : 원용준, 원지영

## 역대 선거 결과
|  | 29.31% |

|  | 42.61% |

|  | 5.51% |